# Seznam članov Evropske akademije znanosti in umetnosti
Seznam članov Evropske akademije znanosti in umetnosti.

## I - humanistika
Rüdiger Ahrens - Sadik J. Al-Azm - Mohammad Adnan Al-Bakhit - Karl-Otto Apel - Katherine Arens - George Demetrius Babiniotis - Arnulf Baring - Wladyslaw Bartoszewski - Heinrich Rudolf Beck - Gerhold Becker - Ludvík Belcredi - Eloy Benito Ruano - Theodor Berchem - Wolfgang Bergsdorf - France Bernik - Alain Besançon - Belisario Betancur - Dieter Bingen - Tzotcho Boiadjiev - Pierre  Bourdieu - John Brademas - David Anthony Brading - Rémi Brague - Jan Broegger - Ruediger Bubner - Ranko Bugarski - Hubert Burda - Rocco Buttiglione - Paulino Castańeda Delgado - Andris Caune - Juan Luis Cebrián - Guillermo Céspedes del Castillo - William Charlesworth - Young-Do Chung - Erik Dal - Georg Daltrop - Robert von Dassanowsky - Norman Davies - José V. de Pina Martins - Gilda L. de Romero Brest - Angelos Delivorrias - Peter Demetz - Daniel C. Dennett - Hichem Djait - Mihailo Djurić - Peter Dostál-Berg - Jude P. Dougherty - Michael A.E. Dummett - Peter  Ehlen S.J. - Ulrich Engelhardt - H. Tristram Engelhardt mlajši - Fernando Feliu-Moggi - Florens Felten - John R. Fisher - Christoph Luitpold Frommel - Maximilian Fussl - José Luis García Garrido - Timothy Garton Ash - Erich E. Geißler - Alfredo Manuel van Gelderen - Ferenc Glatz - André Glucksmann - Helmut Gneuss - Rudolf Gönner - Vartan Gregorian - Norbert Greiner - Jean Greisch - Pascal Griener - Pierre Gros - Slobodan Grubačić - Jirí Gruša - Stanisław Grygiel - Adolf Haslinger - Klaus Hildebrand - Günther Hödl - Tamás Hoffmann - Adrian Holderegger - Tonio Hölscher - Jerzy Holzer - Ludger Honnefelder - Jochen Hörisch - Barthel Hrouda - Hiromasa Ikeda - Rexhep Ismajli - Peter Kampits - Ryszard Kapuściński - Asa Kasher - Josef Klein - Wolfgang Kluxen - Leszek Kołakowski - Paul König - Evangelos Konstantinou - Zoran Konstantinović - Peter Koslowski - Arvo Krikmann - Saul A. Kripke - József Kriston Vízi - Thomas S Kuhn - Maija Kūle - Heinrich Kunstmann - Johannes Laube - Klaus-Dieter Lehmann - Alejandro Llano Cifuentes - Nikolaus Lobkowicz - Hermann Lübbe - Karl Majcen - Károly Manherz - Wolfgang Mastnak - Margarita Mathiopoulos - Federico Mayor Zaragoza - Dejan Medaković - Dieter R. Mertens - Jon D. Miller - Edgar Morscher - Ingrid Moser - Manfred Moser - Evanghelos A. Moutsopoulos - André de Muralt - Thomas Nagel - Virgil P. Nemoianu - Julian Nida-Rümelin - Heinrich Olschowsky - Janez Orešnik - Henning Ottmann - Amos Oz - Rolandas Pavilionis - Manfred Peters - Horst Pietschmann - Hans Pohl - Attila Pók - Günther Pöltner - Damjan Prelovšek - Hilary W. Putnam - Helmut Reinalter - Helmut Renöckl - Roland Ris - Wolfgang Röd - Jorge Alfredo Roetti - Dietmar Rothermund - Robert Royal - A.J.R. Russell-Wood - Yannis Sakellarakis - Pello Salaburu Etxeberria - Hans Saner - Hans-Martin Sass - Richard Schaeffler - Hartmut Schiedermair - Karl Schlögel - Heinrich Schmidinger - Wolfdietrich Schmied - Kenneth L. Schmitz - Hans-Peter Schreiber - Roger Scruton - John R. Searle - Josef  Seifert - Wilfried Seipel - Michel Serres - Gershon Shaked - Marek Jan Siemek - Beat Sitter-Liver - Peter Sloterdijk - Otto Speck - Sandro Spinsanti - Jörg Splett - Brigitte Maria Studer - Darko Tanasković - Nikola Tasić - Petros G. Themelis - Michalis Tiverios - Bosko Tomasević - Juan Manuel Torres - Gilbert Trausch - Peeter Tulviste - Boštjan Marko Turk -Jaan Undusk - Gianni Vattimo - Wilhelm Vossenkuhl - Rainer Warning - Werner Weidenfeld - Stanislaw Wielgus - Michael Wolffsohn - Zvi Yavetz - Zoran  Žiletić - Clemens Zintzen - Józef Życiński - Shams Anwari-Alhosseyni - Reiner  Wiehl

## II - medicina
Kalle Achté - Dieter Adam - Franz Adlkofer - Stefan Angielski - Zoran-Marij Arneš - E. Andrew Balas - Francesco Balsano - Etienne-Emile Baulieu - Matthias Beck - Klaus Bergdolt - Herman van den Berghe - Peter Berner - Ernst Bodner - Elek Bodor - Elzbieta Borowiecka - Thomas Brandt - Günter Breithardt - Leslie Brent - Eduardo Domingo Bruera - Stefan Brunnhuber - Marie Annick Buendia - Miguel Caínzos Fernández - Rivka Carmi - Robert Charles Cefalo - Aleksander G. Čučalin - David Clark - Dennis V. Cokkinos - Antonio R. Damasio - Andries van Dantzig - Otto E. Dapunt - José de Carvalho Barrias - Rudolf de Châtel - Ruth Deech - Geza Deutsch - Manfred Deutsch - Hans Erich Diemath - Hans Armin Dieterich - Vinko Vincenc Dolenc - Ştefan Iosif Drǎgulescu - Hipólito Durán Sacristán - Victor J. Dzau - Georgi Efremov - Dietrich von Engelhardt - Philippe Evrard - András Ézsiás - Bengt Fagrell - Gerald D. Fischbach - Tamás F. Freund - Alexander von Gabain - Pedro García Barreno - William W. George - Gerhard Giebisch - Helmut Dietmar Glogar - Juan José Goiriena de Gandarias y de Gandarias - Santiago Grisolía - Markus Haass - Dieter Albert Häberle - József Hámori - John Collins Harvey - Fengsheng He - Hermann Hepp - Roland Hetzer - Franz-Christoph Himmler - Hartmann Hinterhuber - Ferdinand Hofstädter - Cyril Höschl - Johannes Huber - Paul G. Hugenholtz - Ralf Huss - Peter Husslein - Helena Illnerová - Marcos Intaglietta - Ivan Jelić - Ain-Elmar Kaasik - Thomas Kenner - Hermes Andreas Kick - Elemér J. Kontor - Maria Kopp - Reiner Körfer - Božo Kralj - Rolf Krebs - Georg W. Kreutzberg - Asim Kurjak - Alfons Labisch - Alfred Lamesch - Walter G. Land - Torvard C. Laurent - Otto Michel Lesch - Branislav Lichardus - Daniel Loisance - Berndt Lüderitz - Ladislav Macho - Barbara Maier - Giovanni Maio - Leonidas Manolidis - Árpád Mayer - William A. Meier-Ruge - Christian Menzel - Konrad Meßmer - Emil Monos - Luc Montagnier - Hubert Mörl - Attila Nemes - Ernst Niedermeyer - Marshall Nirenberg - Dmitrij Orlov - Gernot Pauser - Isidore Pelc - Klaus Peter - Hellmuth Petsche - Werner Platzer - Flavio Poldrugo - Peter Polterauer - Alain Pompidou - Milan Popović - Konstantino Praškevičius Antanas - Volker Pudel - Reinhard Putz - Günter Rager - Sotirios Raptis - Britta Reichardt - Robert S. Reneman - Miklós Réthelyi - Harald Reuter - Ottó Ribári - Silvano Riva - Francisco José Rubia - Wilhelm Rutishauser - Vladimir O. Samoilov - Friedrich Sandhofer - Florentino A. Sanguinetti - Hans Schadewaldt - Alexander Schirger - Francisc A. Schneider - Heinz Schott - Peter Schwandt - José María Segovia de Arana - Michael Sela - Dennis J. Selkoe - Daniel Serrăo - Patrick W. Serruys - Harold T. Shapiro - Carla J. Shatz - Kenneth I. Shine - Maarten Laurens Simoons - Wolf Singer - Ján Slezák - Péter Sótonyi - Wolfgang Spann - Jonathan Stone - Toomas-Andres Sulling - Susanne Suter - Wilhelm Thal - Werner Theisinger - Pavel Traubner - Hans Troidl - Jože V. Trontelj - Viliam Ujházy - Felix Unger - Rafael Vara Thorbeck - Jānis Vētra - Sylvester E. Vizi - Janis Volkolakovs - Vladimír Vonka - Hans-Martin Weinmann - Egon Wetzels - Hanns P. Wolff - Karlheinz Wurster - Rudolf Zahradník - Josef Zander - Semir M. Zeki - Nancy S. Wexler

## III - umetnost
Klaus Ager - Rudolf Angermüller - Jüri Arrak - Árpád Balázs - Agnes Baltsa - Günther G. Bauer - Peter Baum - László Beke - Vladimir Belousov - Luciano Berio - Janez Bernik - Gottfried Boehm - Walter Boeykens - Klaus Bollinger - Pierre Boulez - Friedrich Brandstätter - Alfred Brendel - Janet Brooks Gerloff - Friedrich Cerha - Nawojka Cieslinska - Peter F. C. Cook - János Czifra - Demosthenes Davvetas - Mario del Chiaro - Antonio Dias - Jef Diels - Srečo Dragan -  Bernd Dürr - Árpád  Fasang mlajši - Stanisław Fijałkowski - Monika von Fioreschy - Frank O. Gehry - Carmen Giménez - Theodor Göllner - Jani Golob - Ramón González de Amezua y Noriega - Gábor Görgey - Vittorio Gregotti - Cristóbal Halffter Jiménez-Encina - Thomas Hampson - Hilmar Hoffmann - Hans Hollein - Jenny Holzer - Eberhard Horst - Rudolf Hradil - Jörg Immendorff - Helmut Jahn - Drago Jančar - Pavel Jiras - György Jovánovics - Ilya Kabakov - Hartwig Kelm - Katalin Keserü - Joseph Kohnen - Otto Kolleritsch - György Kornis - Łukasz Korolkiewicz - Manfred Kovatsch - Herbert E. Kramel - Petr Kratočvíl - Josef Krawina - Uroš Krek - Thomas Krens - András Kürthy - Paul Konrad Kurz - Horst Laubenthal - Jacques Leenhardt - György Sándor Ligeti - Norman Robert Lord Foster - Lorin Maazel - István Madarassy - Mateja Matevski - Emil Maurer - Waltraud Magdalena Meier - Jiří Menzel - Klaus Mertens - Gérard Mortier - Alexander Müllenbach - Juan Navarro Baldeweg - Hermann Nitsch - Erwin Ortner - Mimmo Paladino - Gustav Peichl - Krzysztof Penderecki - Dominique Perrault - Renzo Piano - Rudolf Preimesberger - Wolf D. Prix - Carl Pruscha - Arnulf Rainer - Wolfgang Rihm - Dieter Ronte - Norman Rosenthal - Manfred Sack - András Schiff - Wieland Schmied - Rudolf Seitz - Eduard F. Sekler - Richard Serra - Adriena Šimotová - Beatrix Sitter-Liver - Aleksej K. Solovijev - Werner Spies - Jürg Stenzl - Vladimír Suchánek - Helmut Swiczinsky - Bernar Venet - Robert Venturi - Andrew Visnevski - Manfred Wagner - Josef Wallnig - Martin Walser - Jacek Walto - Gerhard Weinberger - Peter Weiser - Franz Welser - Leo Witoszynskyj - Paul Zanker - Eberhard Heinrich Zeidler - Udo Zimmermann - Ciril Zlobec - Ludwig Tavernier - Carl Van de Velde

## IV - naravoslovne znanosti
Marek Abramowicz - Joan Albaigés Riera - Bruce Alberts - Adriano Alippi - Rainer Ansorge - Ioan M. Anton - Luís Archer - Aurel M. Ardelean, Arad - Francisco Ayala y García Duarte - Alexandru T. Balaban - Hans Balsiger - Eszter Bánffy - Francisco J. Barrantes - Nikolaj Genadijevič Basov - Bruno Battaglia - Lothar Beckel - Peter Berthold, Radolfzell - Marija Bešter Rogač - Jiří Bičák - Gerd K. Binnig - Yehudith Birk, Rehovot - Tomáž Bleha - Robert Blinc - Elmars  Blums - Giovanni Bombace - Jean Bonnin - Gernot Born - Luciano Brigo - Yvan Bruynseraede - Peter Buckel - Lev Bukovský - Roland Zdenek Bulirsch - Sergio Carrŕ - Carlo Castagnoli - Massimo Cerdonio - Alexander Cernusca - Stuart W. Charles, Gwynedd - Ilan Chet, Rehovot - Aaron J. Ciechanover - Heinz Gert de Couet - Vilmos Csányi - Hans Günter Danielmeyer - Riccardo de Bernardi - Juan de Dios Vial Correa - Robert J. Delmas - Aleksandar Despić - Jozef Devreese - Fernando Roldāo Dias Agudo - Matija Drovenik - Petr Duchek, Pilsen - Jack David Dunitz - Dieter H. Ehhalt - Paul R. Ehrlich - Irenäus Eibl - Eibesfeldt - Jüri Engelbrecht - Heinz Engl - Antal Festetics - Hans Fricke - Ivan Gams - Kajetan Gantar - Paul Germain - Giovanni Giudice - Peter A. Glasow - Matija Gogala - Jane Goodall - Erich Gornik - Ioan Gottlieb - Niki Goulandris - Hartmut Graßl - Shlomo Grossman - Siegfried Großmann - Aleksej Gvišiani - Klaus Habetha - Hermann Haken - Klaus Ferdinand Hasselmann - Ulrich Heinzmann - Jiří Holenda - Léo Houziaux - Milan Hronec - Robert Huber - Yoseph Imry - Gerhard Isenberg - Vladimir Ivanov-Omskij - Lothar Jaenicke - Rudolf Janoschek - Zdenek Johan - Ola M. Johannessen - Benediktas Juodka - Till Uwe Keil - Ivars Knets - Dietmar Knoppik - Teuvo K. Kohonen - Kurt Ludwig Komarek - Rihards Kondratovičs - Kiril Ja. Kondratjev - Nikolaj Kristoffel - Norbert Kroó - David Devraj Kumar - Otto L. Lange - Andrzej B. Legocki - Vladilen Letokov - Jānis Lielpēters - Arthur Liener - Cayetano López Martínez - Štefan Luby - Armando Luches - Jože Maček - Luciano Maiani - Eva Majkova - Guri I. Marčuk - Ivo Marek - Milan Mareč - Yoel Margalith - Vojislav Marić - Koichiro Matsuno - Lyda Matysova-Rychlá - Ernest Mayer - Aleksander G. Meržanov - Volker ter Meulen - Heinz Miller - Urve Miller - Ilja I. Moisejev - Henk J. van der Molen - Mohamed Yousry Morsy - Jan Mozrzymas - chim Müller - Emilio Muńoz Ruiz - Ernst Mutschler - József Nagy - Oleg M. Nefedov - Erwin Neher - Reinhard Nießner - Jan Simon Nilsson - Heinrich Nöth - Mario Rosario Occorsio - Stefan Odenbach - Dieter Oesterhelt - Eve Oja - Stanisław Olszewski - Johannes Ortner - Jurij Osipov - Václav Pačes - Benno Parthier - Marius Sabin Peculea - Johann Peisl - Heinz-Otto Peitgen - Juan Pérez Mercader - Jörg Pfleiderer - Mario Piattelli - Krunoslav Pisk - Juras Požela - Manfred Precht - Frank Press - Roland Psenner - Ernö Pungor - Gisbert W.A.W. Freiherr zu Putlitz - Hans Puxbaum - Karl Rebane - Ernie Reese - Dušan Repovš - Klaus Ring - Stefan Kirov Robev - Herbert W. Roesky - Margarita Salas Falgueras - José Manuel Sánchez-Ron - Maria B. Sass - Niceas Schamp - Theodor Schmidt - Herwig Schopper - Erich Schroll - Oskar Schulz - Peter Schuster - František Sehnal, České Budějovice - Reinhard Selten - Hans-Christoph Siegmann - Theodore E. Simos - Ivo Člaus - David A. Spencer - Heinz A. Staab - Branko Stanovnik - Ioan Ştefǎnescu - Wulf Steinmann - Klaus Stierstadt - Hans-Bernd Strack - Jānis Stradiņs - Georg Süßmann - Reiner Sustmann - Walter Thiel - Toomas Tiivel - Jozef Tiňo - Miha Tišler - Joachim Trümper - Werner Tufar - Dragica Turnšek - Lucio Ubertini - David John Vaughan - Ladislau Vékás - Zdeněk Veselovský - Raúl Villar Lázaro - František Volf - Leonid Vorobjev - Ernst Ulrich von Weizsäcker - Julius Wess - Meir Wilchek - Günther Wilke - Itamar Willner - Bernhard Witkop - Ada Yonath - Péter Závodszky - Anton Zeilinger - Christos S. Zerefos - Hubert Ziegler

## V - družbene vede, pravo in ekonomija
Kamel S. Abu Jaber - Ludwig Adamovich - Elmar Altvater - Isidoro Alvarez Alvarez - Tibor Asbóth - Marcel Bauer - Sergio Belardinelli - Peter Blaho - Nada Bodiroga-Vukobrat - Ksente Bogoev - Karl Martin Bolte - Katalin Botos - Avishay Braverman - Klaus Brockhoff - Milan Buček - Walther Busse von Colbe - Claus-Wilhelm Canaris - John-ren Chen - Massimo Corsale - Anne de Boismilon - Ingrid Detter de Frankopan - Angel de la Fuente Moreno - Vladimir-Djuro Degan - Salustiano del Campo Urbano - Meinolf Dierkes - Juan Díez Nicolás - Ricardo Díez-Hochleitner Rodríguez - Rik Donckels - Vlado Dimovski - Kurt Dopfer - Yehezkel Dror - Eberhard J.C. Duelfer - Rudolf Eder - Maria Anna Eder - Rieder - Michel Falise - Gilbert Fayl - Ottokarl Finsterwalder - Michael W. Fischer - Eduardo Foncillas Casaús - Georgi Fotev - Joachim Frohn, Bielefeld - Enrique Fuentes Quintana - Bernd-Christian Funk - Vicente Garrido Rebolledo - José Manuel González-Páramo - Richard H. Grathoff - Dieter Grosser - Oskar Grün - Orhan Güvenen - Hans-Dieter Haas - Peter Häberle - Walther J. Habscheid - Alois Hahn - Michael von Hauff - Heinz Hauser - Herbert Hax - Anton Heini - Andreas Heldrich - Elhanan Helpman - Johannes Hengstschläger - Erich Hödl - Waldemar Hummer - Otmar Issing - Bruce J. Janigian - José Luis Joló Marín - Walter Franz Kälin - Ali L. Karaosmanoğlu - Walter Karten - Erich Kaufer - Franz-Xaver Kaufmann - Walter Kerber - Karl Korinek - Erich Kussbach - Carlos Lámbarri Gómez - Vanda Eva Lamm - Klaus Landfried - Alberto Luís Laplaine Fernandes Guimarăis - José Larrea Gayarre - András László - Franz Lehner - Werner Leinfellner - Klaus Michael Leisinger - Bernard Lietaer - Ruud F. M. Lubbers - Constantinos Lyberopoulos - Michel Maffesoli - Jack Mahoney - Fredmund Malik - Hans-Jörgen Manstein - Antonio Marquina - Ricardo Martí Fluxá - Carmela Martín González - János Martonyi - Andreu Mas-Colell - Jean-Pierre Massué - Herbert Matis - Manfred A. Max-Neef - Jože Mencinger - Ernst-Joachim Mestmäcker - John A. Michon - Meinhard Miegel - Liz Mohn - Jesús Moneo Montoya - Carlo Mongardini - Ivo Mošný - Matjaž Mulej - Jiří Musil - Luan Omari - Marcelino Oreja Aguirre - María Luisa Oyarzábal Fernández - Péter Paczolay - Eckart Pankoke - Philippe van Parijs - Riccardo Petrella - J. Hanns Pichler - José Luis Pinillos Díaz - Jesús Polanco Gutiérrez - Avelino Porto - Danilo Požar - Javier Quesada Ibáńez - Dušan Radonjič - Gerhard Randa, Vienna - Jan Philipp Reemtsma - Antonio Remiro Brotóns - Alois Riklin - Miquel Roca Junyent - Günter H. Roth - Ariel Rubinstein - Dieter Sadowski - José Angel Sánchez Asiaín - Claude Sauer - Rudolf Schäfer - Karsten Schmidt - Ursula Schneider - Rainer J. Schweizer - Zvonimir Paul Šeparović - Eduardo Serra Rexach - Moufid Shehab - Horst Siebert - Günter Solbach - Branislav Šoškić - Ignacio Sotelo - Klaus-Heinrich Standke - Horst Steinmann - Joseph Straus - Erich W. Streissler - Heinrich Stremitzer - Brigitte Tag - Jaime Terceiro Lomba - Geiserich Eduard Tichy - Klaus Töpfer - Ludvik Toplak - Gabriel Tortella Casares - Otto Triffterer - László  Trócsányi - Fritz Underberg - Juanm Velarde Fuertes - Willy Verstraete - Frank Vibert - Xavier Vives Torrents - Menahem Yaari - Paul Kirchhof - Theodor Waigel - Christian Watrin - Arthur George Weidenfeld - Andrzej Werner - Georg Winckler - Philippe de Woot - Klaus von Wysocki - Andrzej Zoll - Michael Zöller

## VI - tehnične in okoljske znanosti
Hillar Aben - Mario Agabbio - Vito Amoia - Clemens Baack - Sanzio Baldini - György Bálint - Wolfram Boeck - Hellmuth Broda - Josef Bugl - Virgiliu Niculae Constantinescu - Francesco Giulio Crescimanno - László Cser - Árpád Csurgay - Maurizio Luigi Cumo - Hartmut Dieterich - Hans-Peter Dürr - Timi Ećimović - Lars G. Ekman - Gerold Estermann - Georg Färber - Alfred Fettweis - Günter B. L. Fettweis - Ernst Fiala - Giorgio Franceschetti - Chlodwig Franz - Arturo García Arroyo - Emmanuel E. Gdoutos - Michel Giot - Géza Gordos - Heinz H. Häberle, Herrsching - Christoph Hackelsberger - Jörn Hamann - Geoffrey Frederick Hewitt - Lubomír Holý, Mérida - Dietmar von Hoyningen-Huene - Franz Jeglitsch - Aad Jongebreur - Jaan Kalda, Tallinn - Charles K. Kao - Joachim Klein - Hermann Knoflacher - Erich Kopp - Helmut Kroiss - Ulf Krückl - István Láng - Robert W. Lucky - Walter Lukas - Bernd Lupberger - Silvano Maletto - Herbert A. Mang - Hans Marko - Štefan Markuš - Ezio Martuscelli - James L. Massey - Franz Mayinger - Otto Meitinger - Pál Michelberger - Joachim Milberg - Tālis Millers - Francesco Moriondo - Ján Morovič - Hans Georg Musmann - Horst Ohnsorge - Paolo Omenetto - André Oosterlinck - Johann-Christoph Ottow - Fritz Paschke - Lucjan Pawłowski - Andreas Rieger - Heinz Riesenhuber - Karl Rudelstorfer - Ismail Serageldin - Guido Tartara - Juraj Tölgyessy - Uldis  Viesturs - Hans-Jürgen Warnecke - Manfred Weck - Raoul A. Weiler - Peter A. Wilderer - Dietrich Wolf - Heinz Zemanek - Jacob Ziv - Anton Anton - Takashi Asano - Maks Babuder - Richárd Berend - Ion Boldea - Kurt-Volker Boos - Panayotis Gr. Carydis - Ákos Detreköi - Valter Doleček - Mihai Drǎgǎnescu - Doina Drǎgulescu - Panagiotis A. Drakatos - Klaus Ehrlenspiel - Bruno Fritsch - Nikola Hajdin - Daniel Martín Mayorga - Anthony Milburn - Antonio Moccaldi - Gino Moncada Lo Giudice - Juan Mulet Meliá - Günter Müller - Antonio Naviglio - Heinz Neumann - Maciej Nowicki - Franz Oswald - György Pethes - Günter Petzow - Robert Piloty - Marius-Ioan Piso - Hans Josef Rath - Erich R. Reinhardt - Ortwin Renn - Tamás Roska - Voicu Safta - Helmut Schaefer - Heinz Schmidtke - Siegfried Selberherr - Dan Shechtman - Zhang Shen - Peter Skalicky - Viktor Smieško - Vladimir S. Soldatov - Franc Solina -László Somlyódy - Günter Spur - Gert Stadler - Žiga Turk - Marcel H. Van de Voorde - Alfred Voß

## VII - svetovne religije
Joachim Angerer - Mohammed Arkoun - Heinrich Assel - Ludwig Averkamp - Irena Avsenik Nabergoj - Georg  Baudler - Anselm  Bilgri - Eugen Biser - Gerald J. Yaakov - Michael Broch, Renningen - Johannes Brosseder - Siglind Bruhn - Andreas Bsteh - Horst Bürkle - Hervé Carrier - Godfried Kardinal Danneels - Klaus Demmer - Axel Denecke - Ernst Ludwig Ehrlich - Péter Kardinal Erdö - Marko Feingold - Johann Figl - Michael Louis Fitzgerald - Constantin Floros - Edeltraud Forster - Johannes Friedrich - Gebhard Fürst - Aladár Gajáry - Claude Geffré - Alois Glück - Georges Goedert - Roland Goetschel - Thomas Goppel - Günter Gorschenek - Norbert Goettler - Gerd-Günther Grau - Paul Grosz - Gerhard Gruber - Johannes Gründel - Ferdinand Hahn - Tomáž Halík - Gotthold Hasenhüttl - Manfred Heim - Richard Heinzmann - Georges Hellinghausen - Ulrich Hemel - Hermann Herder - Herbert Hoffmann - Walter Homolka - Norbert W. Höslinger - Walter Jacob - Hans-Jochen Jaschke - Philipp Jenninger - Peter Jentzmik - Klaus-Peter Jörns - Karl K. Kaiser - Philipp Kaiser - Egon Kapellari - Walter Kardinal Kasper - Margot Käßmann - Hans H. Kessler - Adel Theodor Khoury - Walter Kirchschläger - Hans-Josef Klauck - Elmar Klinger - Wilfried Koch - Juraj Kolarić - Pieter Sjoerd van Koningsveld - Wilhelm Korff - Edgar Josef Korherr - Reinhard Körner - Otto-Hubert Kost - Alois Kothgasser - Mieczysław A. Krąpiec - Jože Krašovec - Wolf Krötke - Elmar Kuhn - Annelie Kümpers-Greve - Hans Küng - Karl-Josef Kuschel - Peter Landesmann - Michael Langer - Gerhard Larcher - Grigorios Larentzakis - Armin Laschet - Karl Kardinal Lehmann - Hermann von Lips - Susanne Mack - Jamal Malik - Bernhard Mayer - Joachim Kardinal Meisner - P. Friedhelm Mennekes - Bernhard Meuser - Arno Heinrich  Meyer - Hans Joachim Meyer - Karl Miltner - Walter Mixa - Gerhard Mockenhaupt - Erwin Möde - Ludwig Mödl - Thomas Mooren - Heinrich Mussinghoff - Andreas Nachama - Johannes Neuhardt - Peter-Rupert Neuner - Józef Niewiadomski - Theodor Nikolaou - Alfons Nossol - Leo J. O' Donovan - Stanislav Ojnik - Hans Paarhammer - Alexandros Papaderós - Toomas Paul - Silvano Kardinal Piovanelli - Paul Kardinal Poupard - Želimir Puljić - Michel Quesnel - Walter Raberger - Alfred Raddatz - Johann Peter Rechenmacher - Ferdinand Reisinger - Günter Riße - Franc Rode - Iginio Rogger - Hans Rotter - Juan-Carlos Scannone - Pater Johannes Schaber - Richard Schenk - Karl Schlemmer - Hans-Ludwig Schmidt - Peter Schmidt - Georg Schmuttermayr - Christoph Kardinal Schönborn - Hubert Schöne - Paul T. Schotsmans - Florian Schuller - Klaus Schultz - Christian Schütz - Georg Schwaiger - Bruno Schwalbach - Max Seckler - Alojzij Slavko Snoj - Franz X. Spengler - Hermann Josef Spital - Günter Stock - Alojzij Šuštar - Bertalan Tamás - Evangelos Theodorou - Werner Thissen - Bassam Tibi - Alojzij Uran - Asztrik Várszegi - Hans-Walter Vavrovsky - Markus Vinzent - Günter Virt - Hermann-Josef Vogt - Edmund Wagenhofer - Hans Waldenfels - Karl-Heinz Walkenhorst - Ulrich Wank - Justus Warburg - Kurt Weis - Manfred Weitlauff - Gunther Wenz - Friedrich Wetter - Ruprecht Wimmer - Notker Wolf - Karl Matthäus Woschitz - Mahmoud Hamdi Zakzouk - Gregor Zasche - Xinping Zhuo - Ingo Zimmermann - Paul Michael Zulehner